# Kazjaryna Stankewitsch
Kazjaryna Stankewitsch (belarussisch Кацярына Станкевіч, englisch Katsiaryna Stankevich; * 5. Juni 1977) ist eine ehemalige belarussische Sprinterin, die sich auf den 400-Meter-Lauf spezialisiert hat. Mit der belarussischen 4-mal-400-Meter-Staffel wurde sie 2002 in Wien Halleneuropameisterin.

## Sportliche Laufbahn
Erste internationale Erfahrungen sammelte Kazjaryna Stankewitsch vermutlich im Jahr 1999, als sie bei den U23-Europameisterschaften in Göteborg mit 11,86 s und 24,22 s jeweils in der ersten Runde über 100 und 200 Meter ausschied. 2002 schied sie bei den Halleneuropameisterschaften in Wien mit 53,37 s in der Vorrunde über 400 Meter aus und gewann mit der belarussischen 4-mal-400-Meter-Staffel in 3:34,24 min gemeinsam mit Iryna Chljustawa, Hanna Kosak und Swjatlana Ussowitsch die Goldmedaille. Im August belegte sie dann bei den Freiluft-Europameisterschaften in München in 3:32,46 min den sechsten Platz im Staffelbewerb. 2004 beendete sie ihre aktive sportliche Karriere im Alter von 27 Jahren. 

## Persönliche Bestleistungen
- 100 Meter: 11,36 s (+1,6 m/s), 1. August 2000 in Brest
- 200 Meter: 23,2 s, 18. Mai 2001 in Minsk
- 400 Meter: 53,03 s, 6. Juni 2002 in Brest
  - 400 Meter (Halle): 53,26 s, 2. Februar 2002 in Minsk